# Copa do Mundo de Esqui Cross-Country
A Copa do Mundo de Esqui Cross-Country é uma competição anual de esqui cross-country organizada pela Federação Internacional de Esqui (FIS) desde 1981. A competição foi organizada não-oficialmente entre 1973 e 1981, embora tenha recebido reconhecimento provisório no 31º Congresso da FIS em Bariloche, Argentina, nos dias 29 e 30 de abril de 1977.

## Ligações Externas
- «Sítio oficial» (em inglês)
- Cross-Country em FIS-Ski.com (em inglês)